# Main Event der World Series of Poker 1985
Das Main Event der World Series of Poker 1985 war das Hauptturnier der 16. Austragung der Poker-Weltmeisterschaft in Las Vegas.

## Turnierstruktur
Das Hauptturnier der World Series of Poker in No Limit Hold’em startete am 17. Mai und endete mit dem Finaltisch am 21. Mai 1985. Ausgetragen wurde das Turnier im Binion’s Horseshoe in Las Vegas. Die insgesamt 140 Teilnehmer mussten ein Buy-in von je 10.000 US-Dollar zahlen, für sie gab es neun bezahlte Plätze.

## Finaltisch
Der Finaltisch wurde am 21. Mai 1985 ausgespielt. In der finalen Hand gewann Smith mit 3♠ 3♥ gegen Cloutier mit A♦ 3♣.
| Platz | Herkunft           | Spieler          | Preisgeld (in $) |
| ----- | ------------------ | ---------------- | ---------------- |
| 1     | Vereinigte Staaten | Bill Smith       | 700.000          |
| 2     | Vereinigte Staaten | T. J. Cloutier   | 280.000          |
| 3     | Vereinigte Staaten | Berry Johnston   | 140.000          |
| 4     | Vereinigte Staaten | Scott Mayfield   | 070.000          |
| 5     | Vereinigte Staaten | Hamid Dastmalchi | 070.000          |
| 6     | Vereinigte Staaten | Jesse Alto       | 042.000          |